# Andrej Petrovič Tutyškin
Andrej Petrovič Tutyškin (in russo Андре́й Петро́вич Туты́шкин?; Chișinău, 24 gennaio 1910 – Mosca, 30 ottobre 1971) è stato un regista cinematografico e attore sovietico.

## Filmografia (parziale)

### Regista
- Bezumnyj den' (1956)
- K Čёrnomu morju (1957)
- Vol'nyj veter (1961)
- Kak roždajutsja tosty (1962)
- Svad'ba v Malinovke (1967)
- Šel'menko-denščik (1971)

### Attore
- Il cuore dei quattro, regia di Konstantin Judin (1941)